# 枕男子
《枕男子》（日语：枕男子（まくらのだんし）），是2015年7月开始于日本播放的短篇电视动画作品。

## 创作背景
本动画是一个泡面番，每集约5分钟。该作是由12位富有个性的男性，每周轮流登场，以第一人称视角及伴睡用向，创造的全新感觉的治愈动画。

## 登场人物
梅里（聲：（日）花江夏樹；（中）斑馬）
称号为「枕男子」，于第一、十二话中出现。
田仲聰輔（聲：（日）浪川大輔；（中）八千里路）
称号为「年長男子」，于第二话中出现。32岁。
花嶺奏（聲：（日）細谷佳正；（中）轩ZONE）
称号为「音樂男子」，于第三话中出现。18岁。
雉子波瑛治（聲：（日）高畑空良；（中）腊肠奶凉）
称号为「方言男子」，于第四话中出现。14岁。
永守·T·隆士（聲：（日）梅原裕一郎；（中）魅影之声）
称号为「天文男子」，于第五话中出现。20岁。
舞木优（聲：（日）松岡禎丞；（中）默伶丶）
称号为「中二男子」，于第六话中出现。15岁。
可愛川晴斗（聲：（日）村瀨步；（中）汐玥）
称号为「稚气男子」，於第七話中出現。5岁。
笹山直央（聲：（日）島﨑信長；（中）殤慟）
称号为「现充男子」，於第八話中出現。21岁。
望月識（聲：（日）鳥海浩輔；（中）輕薄的假相）
称号为「司书男子」，於第九話中出現。28岁。
千切夜長（聲：（日）岸尾大輔；（中）楊東旭）
称号为「华道男子」，於第十話中出現。17岁，是千切夜宵的孪生兄弟。
千切夜宵（聲：（日）立花慎之介；（中）龍盤）
称号为「华道男子」，於第十話中出現。17岁，是千切夜长的孪生兄弟。
飯田由一郎（聲：（日）森川智之；（中）陸揆）
称号为「屋台男子」，於第十一話中出現。41岁。

## 电视动画

### 制作人员
- 原作：P★P
- 系列构成：绫奈由仁子、关根亚由实
- 角色设计：山本美佳
- 综合演出：青井小夜（日语：青井小夜）
- 美术监督：海津利子
- 色彩设计：岩井田洋
- 摄影监督：本台贵宏
- 编集：平木大辅
- 音响监督：立石弥生
- 音乐：中山真斗
- 音乐制作：F.M.F（日语：F.M.F）
- 制片人：后藤裕、上坂阳一郎、森田祐、铃木脯一、板桥彻、正司辽太郎
- 动画制作：Assez Finaud Fabric.、feel.
- 製作：P★P/「枕男子」制作委员会[2]

### 主题曲
片头曲《枕男子》
作词、作曲、编曲：大石昌良，演唱：梅里（花江夏树）
于2015年8月26日开始发售。

### 各话列表
| 话数 | 日文标题 | 日文副标题 | 中文标题                   | 中文副标题                         | 劇本       | 分镜及演出 | 作画监督          |
| ---- | -------- | ---------- | -------------------------- | ---------------------------------- | ---------- | ---------- | ----------------- |
| #1   |          |            | 枕男子梅里                 | 永远陪伴你睡眠的温柔存在           | 绫奈由仁子 | 青井小夜   | 山本美佳          |
| #2   |          |            | 年长男子田仲聪辅           | 以大人的成熟包容你的公司前辈       | 关根亚由实 | 青井小夜   | 山本美佳          |
| #3   |          |            | 音乐男子花岭奏             | 将人生赌在音乐和小提琴上的高中生   | 关根亚由实 | 青井小夜   | 山本美佳          |
| #4   |          |            | 方言男子雉子波瑛治         | 性格好胜但无比纯情的转校生         | 关根亚由实 | 青井小夜   | 山本美佳          |
| #5   |          |            | 天文男子永守T隆士          | 超喜欢看星星的大学生               | 綾奈由仁子 | 青井小夜   | 山本美佳          |
| #6   |          |            | 中二男子舞木优             | 不喜欢被称作中二病的充满烦恼的中三 | 綾奈由仁子 | 青井小夜   | 山本美佳          |
| #7   |          |            | 稚气男子可爱川晴斗         | 朝气满满的帅气五岁儿童             | 綾奈由仁子 | 青井小夜   | 山本美佳          |
| #8   |          |            | 現充男子笹山直央           | 痴迷手機與酒會的現役大學           | 關根亞由實 | 青井小夜   | 山本美佳 高原修司 |
| #9   |          |            | 司書男子望月識             | 為了讀書的你著想的圖書館管理       | 關根亞由實 | 青井小夜   | 山本美佳 袴田裕二 |
| #10  |          |            | 花道男子千切夜長・千切夜宵 | 才華橫溢的浪蕩雙子                 | 綾奈由仁子 | 青井小夜   | 山本美佳          |
| #11  |          |            | 擺攤男子飯田由一朗         | 熱愛關東煮和自由的擺攤大叔         | 關根亞由實 | 青井小夜   | 山本美佳 袴田裕二 |
| #12  |          |            | 續・枕男子梅里             | 永远陪伴你睡眠的温柔存在           | 關根亞由實 | 青井小夜   | 山本美佳          |

### 播放机构
日本深夜動畫：下文記載的日本国内播放時間使用日本標準時間（UTC+9）表示。因為部分時間标识會採用30小时制，因此請留意这类超过24:00的时间，其實際播放時間為翌日清晨。
| 播放日期        | 播放时间           | 播放电视台 | 播放地区 |
| --------------- | ------------------ | ---------- | -------- |
| 2015年7月14日 - | 星期二 1:16 - 1:20 | TOKYO MX   | 东京都   |
|                 | 星期二 1:41 - 1:46 | SUN电视台  | 兵库县   |

| 播放日期        | 更新时间                 | 播放网站             |
| --------------- | ------------------------ | -------------------- |
| 2015年7月14日 - | 星期二 12:00 更新        | NICONICO频道         |
|                 | 星期二 0:15（GMT+8）更新 | 腾讯视频（中国大陆） |

### DVD
官方预定于2015年11月27日开始发售动画DVD，其中包括已放送的12话及1话未放送动画。

## 漫画
电视动画第一话播放后，由Comic Earth Star杂志出版漫画。由永康弘作画。

## 评价与影响
根据日本每季度关于电视动画「看一集就弃」的调查，《枕男子》获得最高的弃番率，高达47.1%，说明大概有一半人选择不继续看第2集。而原因可能是因为该作品的风格过于创新，观众不易接受。